# بتمن (فیلم ۱۹۸۹)
بتمن (به انگلیسی: Batman) عنوان نخستین فیلم ابرقهرمانی از مجموعه فیلم‌های بتمن به کارگردانی تیم برتون محصول ۱۹۸۹ است که بر پایه شخصیت خیالی دی‌سی کامیکس به همین نام و دشمنش جوکر ساخته شده‌است. تاکنون ۳ دنباله برای آن ساخته شده است که به ترتیب عبارتند از: بازگشت بتمن، بتمن برای همیشه و بتمن و رابین. در این فیلم مایکل کیتون در نقش بروس وین/بتمن، جک نیکلسون در نقش جوکر، کیم بیسینگر در نقش ویکی ویل، مایکل گاف در نقش آلفرد پنی‌ورث و همچنین بیلی دی ویلیامز در نقش هاروی دنت ظاهر شدند. داستان این فیلم درباره بروس وین/بتمن، شوالیه شهر گاتهام است که مبارزه خود را علیه جرم‌وجنایت آغاز کرده‌است و در این میان اولین دشمن بزرگ او به دلقکی آدم‌کش به نام جوکر تبدیل می‌شود.
پس از انتخاب برتون به عنوان کارگردان در سال ۱۹۸۶، استیو اینگلهارت داستان را نوشت و سام هام نیز بعدها فیلم‌نامه نهایی را نوشت. کیتون به عنوان بروس وین/بتمن و نیکلسون به عنوان جوکر انتخاب شدند. فضای فیلم تا حدودی اقتباس از بتمن: شوخی مرگبار نوشته آلن مور است.
بتمن هم از لحاظ انتقادی و تجاری موفق بود و نقد‌های مثبتی دریافت کرد. فیلم بیش از ۴۱۱ میلیون دلار فروش در برابر بودجه ۳۵ میلیون دلاری خود کسب کرد و در زمان اکران خود، تبدیل به پنجمین فیلم پردرآمد تاریخ شد. فیلم موفق به نامزدی جوایز متعددی از جمله جایزه ساترن، بفتا، گلدن گلوب و اسکار شد.

## داستان

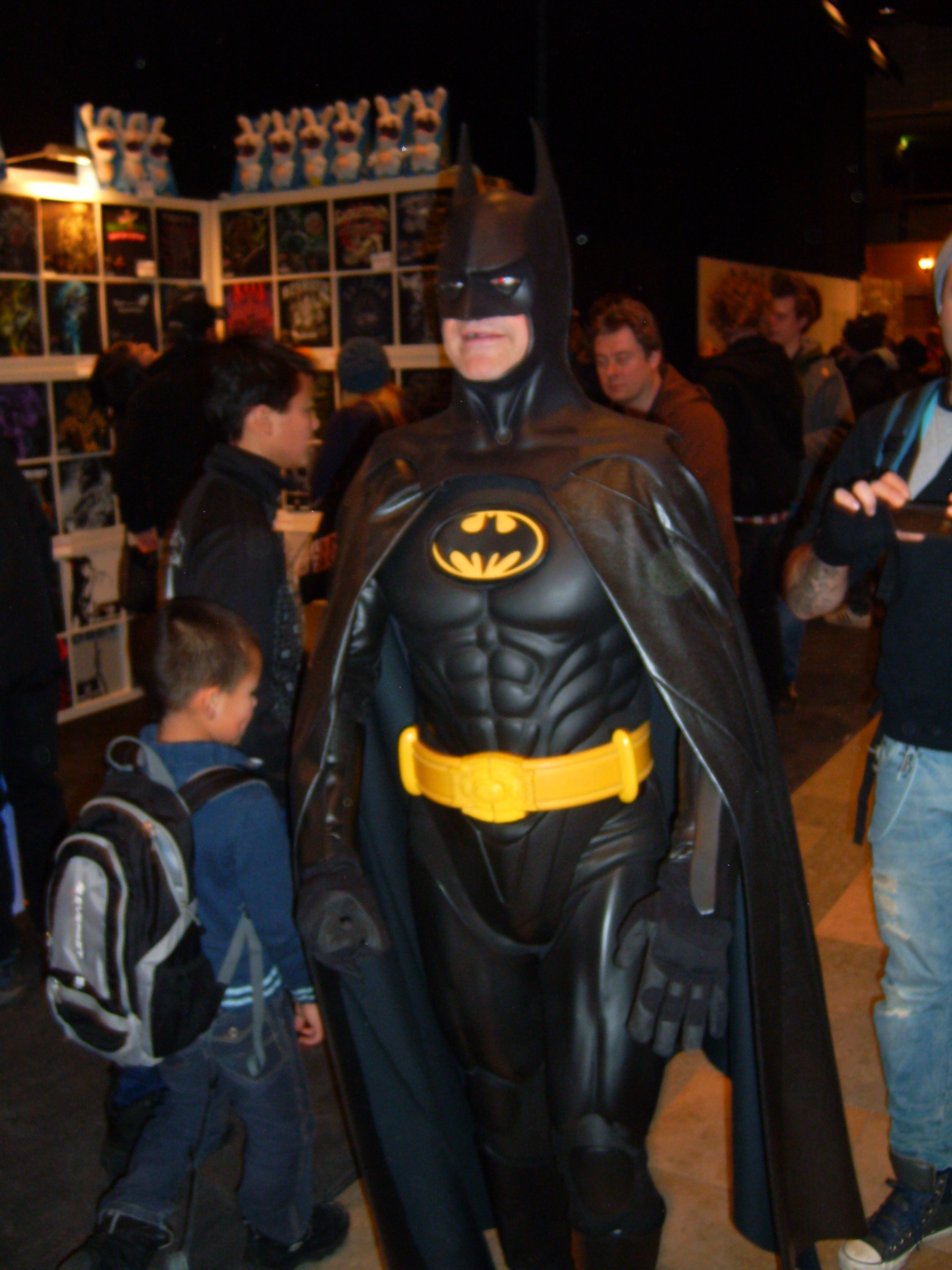
مرتبط

بروس وین میلیونر معروف گاتهام سیتی در هویت بتمن به مردم کمک می‌کند و تبهکاران را دستگیر می‌کند. هاروی دنت و کمیسیونر جیمز گوردون هم در واحد پلیس به او کمک می‌کنند. اما باندی در گاتهام است که از طریق شخصی به نام کمیسر آکهارت وارد دفتر پلیس شده‌اند.
درادامه روزنامه‌نگاری به نام ویکی ویل به گاتهام می‌آید تا از حیات وحش گاتهام بازدید کند. او با بروس وین آشنا می‌شود و بروس او را به یک شام دعوت می‌کند. در آن سو بتمن باید به سراغ باند برود زیرا آنها در پی دزدی از بانکی هستند. در پی این حادثه جک نیپر می‌میرد. اما چند روز بعد او با هویت جوکر باز می‌گردد و با کشتن رئیس سردسته خلافکاران می‌شود و در جلسه‌ای به خلافکاران اعلام می‌کند که او رئیس است ولی آن‌ها حرفش را قبول نمی‌کنند و جوکر نیز رئیس دوم خلافکاران را می‌کشد سپس در رسانه‌های گاتهام تبلیغ محصول خود با نام «اسمایلکس» را می‌کند.

## بازیگران
- جک نیکلسون در نقش جک ناپیر/جوکر
  - هوگو ای. بلیک در نقش جک ناپیر جوان
- مایکل کیتون در نقش بروس وین / بتمن
  - چارلز روسکیلی در نقش بروس وین جوان
- کیم بیسینگر در نقش ویکی ویل
- رابرت وول در نقش الکساندر ناکس
- پت هینگل در نقش جیمز گوردون
- بیلی دی ویلیامز در نقش هاروی دنت
- مایکل گاف در نقش آلفرد پنی‌ورث
- جک پالانس در نقش کارل گریسوم
- جری هال در نقش آلیسیا هانت
- تریسی والتر در نقش باب
- لی والاس در نقش شهردار بورگ
- ویلیام هوتکینز در نقش مکس اکهارت
- دیوید بکست در نقش توماس وین
- شارون هولم در نقش مارتا وین

گریک هاگون، لیزا راس و آدریان میرز نقش خانواده توریستی را بازی می‌کنند (به ترتیب پدر، مادر و فرزند خانواده) که در آغاز فیلم در خیابان مورد سرقت قرار می‌گیرند.

## جوایز
- برنده جایزه اسکار بهترین کارگردانی هنری برای پیتر یانگ
- نامزد جایزه گلدن گلوب بهترین بازیگر مرد فیلم موزیکال یا کمدی برای جک نیکلسون
- نامزد جایزه بفتای بهترین بازیگر نقش مکمل مرد برای جک نیکلسون
- نامزد جایزه بفتای بهترین جلوه‌های بصری
- نامزد جایزه بفتای بهترین طراحی صحنه و لباس
- نامزد جایزه بفتای بهترین گریم و آرایش مو
- نامزد جایزه بفتای بهترین صداگذاری
- نامزد جایزه ساترن بهترین بازیگر نقش مکمل مرد برای جک نیکلسون
- نامزد جایزه ساترن بهترین گریم و آرایش مو
- نامزد جایزه ساترن بهترین طراحی لباس
- نامزد جایزه ساترن بهترین فیلم فانتزی

## دنباله
پس از موفقیت فیلم، سه دنباله از آن ساخته‌شد؛ بازگشت بتمن (۱۹۹۲)، بتمن برای همیشه (۱۹۹۵) و بتمن و رابین (۱۹۹۷).